# Patsy Ruth Miller
Patsy Ruth Miller (San Luis, Misuri, 17 de enero de 1904-Palm Desert, California, 16 de julio de 1995) fue una actriz cinematográfica estadounidense.

## Biografía
Tras ser descubierta por la famosa actriz Alla Nazimova en una fiesta en Hollywood, Patsy Ruth Miller tuvo su primera oportunidad con un pequeño papel en Camille, la cual protagonizaba Rodolfo Valentino. A partir de aquí empezó lentamente a progresar en Hollywood, siendo elegida como una de las WAMPAS Baby Stars en 1922.
En 1923 interpretó el papel por el cual es mejor recordada, el de Esmeralda en El jorobado de Notre Dame, junto a Lon Chaney, Sr., papel que le brindó grandes elogios. 
En los últimos años de la década Patsy actuó principalmente en comedias románticas, junto a actores como Clive Brook y Edward Everett Horton. Entre sus películas de esa época están Broken Hearts of Hollywood (Los dos huérfanos de Hollywood) (1926), A Hero for a Night (1927), Hot Heels (1928), y The Aviator (1929).
Se retiró de la pantalla en 1931. Patsy hizo un cameo en el film de 1951 Quebec, el cual protagonizaba John Barrymore Jr.. En su autobiografía admitía que esa actuación la hizo como divertimento. Patsy salió de su retiro para filmar la película Mother en 1978.
Posteriormente la actriz decidió escribir. Ganó tres premios O. Henry por sus cuentos, escribió una novela, guiones radiofónicos y obras de teatro. También actuó durante un breve tiempo en Broadway. 
Miller estuvo casada en tres ocasiones, acabando las dos primeras en divorcio. Su primer marido fue el director cinematográfico Tay Garnett, y el segundo el guionista John Lee Mahin. Su tercer marido, el hombre de negocios E.S. Deans, falleció en 1986. 
Patsy Ruth Miller murió en su domicilio en Palm Desert (California) en 1995.

## Filmografía seleccionada
- Camille (1921)
- Fortune's Mask (1922)
- The Hunchback of Notre Dame (1923)
- Why Girls Go Back Home (1926)
- So This Is Paris (1926)